# Claes-Håkan Westergren
Claes-Håkan Westergren, född 19 juli 1935 i Bromma, Stockholm, död 17 maj 2020 i Båstad, var en svensk skådespelare.
Han var son till skådespelarna Inga Tidblad och Håkan Westergren samt bror till Meg Westergren. Claes-Håkan Westergren är begravd på Norra begravningsplatsen utanför Stockholm.

## Filmografi i urval
- 1956 – Sista paret ut
- 1956 – Sceningång
- 1956 – Flamman
- 1957 – Sommarnöje sökes
- 1957 – Med glorian på sned
- 1959 – Det var en annan historia (TV-teater)
- 1961 – Pärlemor

## Teater

### Roller (ej komplett)
| År   | Roll                 | Produktion                                                                               | Regi                 | Teater                   |
| ---- | -------------------- | ---------------------------------------------------------------------------------------- | -------------------- | ------------------------ |
| 1958 | Simon Marlowe        | Silverbröllop (Silver Wedding) Michael Clayton Hutton                                    | Per Gerhard          | Vasateatern              |
| 1960 | Enögde Larry         | Tuppen (Cock A Doodle Dandy) Seán O'Casey                                                | Lars-Levi Laestadius | Stockholms stadsteater   |
| 1961 | 2:e ädlingen         | Othello William Shakespeare                                                              | Birgit Cullberg      | Stockholms stadsteater   |
| 1961 | Brevbäraren          | Violerna (Les violettes) Georges Schehadé                                                | Sam Besekow          | Stockholms stadsteater   |
| 1963 | Löjtnant Hans m. fl. | Bara en barberare (Histoire de Vasco) Georges Schehadé                                   | Lars-Levi Laestadius | Stockholms stadsteater   |
| 1973 | Dr Burke             | Dr Burkes egendomliga eftermiddag (Podivné odpoledne dr. Zvonka Burkeho) Ladislav Smoček | Claes Thelander      | Helsingborgs stadsteater |
| 1974 | Franz Kyparen        | Anatol Arthur Schnitzler                                                                 | Mimi Pollak          | Helsingborgs stadsteater |
| 1974 | Valère               | Tartuffe (Tartuffe, ou l'Imposteur) Molière                                              | HansKarl Zeiser      | Helsingborgs stadsteater |